# PRIDE 24
PRIDE 24: Cold Fury 3 fue un evento de artes marciales mixtas producido por PRIDE Fighting Championships, celebrado el 23 de diciembre de 2002 en el Marine Messe Fukuoka de Fukuoka.